# Małgorzata Handzlik
Małgorzata Maria Handzlik (Bielsko-Biała, 1º gennaio 1965) è una politica e imprenditrice polacca europarlamentare nella VI e VII legislatura per il partito Piattaforma Civica.

## Biografia
Małgorzata Handzlik è nata il 1º gennaio 1965 a Bielsko-Biała Polonia). Nel 1990 si è laureata all'Università della Slesia. Dal 1997 al 2004 si è occupata di editoria (edizioni Kleks) e di radio (Radio Bielsko). Oltre al polacco, parla correntemente l'esperanto e l'inglese.
Tra le sue dichiarazioni politiche, la sua presa di posizione a favore della parità di diritti linguistici tra i cittadini europei.
Nel 2004 è stata eletta al Parlamento europeo per la Slesia, nel sesto mandato; ha lavorato nella commissione per il mercato interno e la protezione dei consumatori. 
Nel 2009 si è presentata nuovamente ed è stata rieletta. Nel 2012 si è sospesa dal partito Piattaforma Civica per una causa che poteva privarla dell'immunità e si è dimessa dalla funzione di tesoriere della delegazione polacca del PPE, al contempo ricusando l'accusa di estorsione. Nel 2013, il Parlamento europeo ha rifiutato la revoca della sua immunità, seguendo la posizione della commissione giuridica, che sottolineava, tra l'altro, dubbi sulla procedura.
Nel 2014 Małgorzata Handzlik non si è candidata per la rielezione.
Il marito, Jerzy Handzlik, è un noto cantautore in lingua esperanto.